# حبيب تنقور
حبيب تنقور ولد في 29 مارس 1947 في مستغانم. هو كاتب وشاعر وعالم اجتماع جزائري.

## سيرة
ولد في مستغانم، انتقل رفقة عائلته إلى فرنسا في 1959، وكان والده ناشطاً في حركة الاستقلال الجزائرية وعضواً في حزب الشعب الجزائري، درس علم الاجتماع في باريس، وخلال خدمته العسكرية في الجزائر من 1972 إلى 1974 كان أول مدير لمعهد العلوم الاجتماعية المنشأ حديثًا في جامعة قسنطينة، عاد إلى باريس في 1990 ودرّس علم الاجتماع في جامعة إيفري حتى 2015، حيث حصل على «جائزة إفريقيا المتوسطية / المغرب العربي» من رابطة الكتاب الفرنسيين في عام 1997، وحصل على جائزة دانتي من الاتحاد الأوروبي في عام 2016.
اهتم حبيب في مرحلة مبكِّرة بالسريالية والرمزية والكتابة التلقائية، ويعتبر نتاجه الشعري فريدًا من نوعه. ابتكر نقّاد الأدب مصطلح الـ«صوفيالية» لوصف أسلوبه: وهو «مزيج من الصوفية والسريالية».

## مؤلفات
- «شيخ الجبل»، 1983.[3]